# دهستان کرخه
دهستان کرخه، یکی از دهستان‌های بخش مرکزی شهرستان حمیدیه در استان خوزستان ایران است. مرکز این دهستان، روستای علاونه‌فای است.

## جمعیت
بر پایه سرشماری عمومی نفوس و مسکن در سال ۱۳۹۵، جمعیت دهستان کرخه برابر با ۹٬۳۴۴ نفر بوده است.